# 愛知製鋼
愛知製鋼株式会社（あいちせいこう、英: Aichi Steel Corporation ）は、愛知県東海市に本社を置く、トヨタグループの特殊鋼メーカー。トヨタグループ唯一の素材メーカーである。

## 概要
豊田喜一郎は自動車を開発するにあたって、1933年（昭和8年）に豊田自動織機製作所（現在の豊田自動織機）内に自動車部と製鋼部を設立し、1934年（昭和9年）には試作工場と製鋼所を建設した。1937年（昭和12年）には自動車部がトヨタ自動車工業として独立したが、1940年（昭和15年）に製鋼部が独立して豊田製鋼株式会社（後の愛知製鋼株式会社）となった。

## 沿革

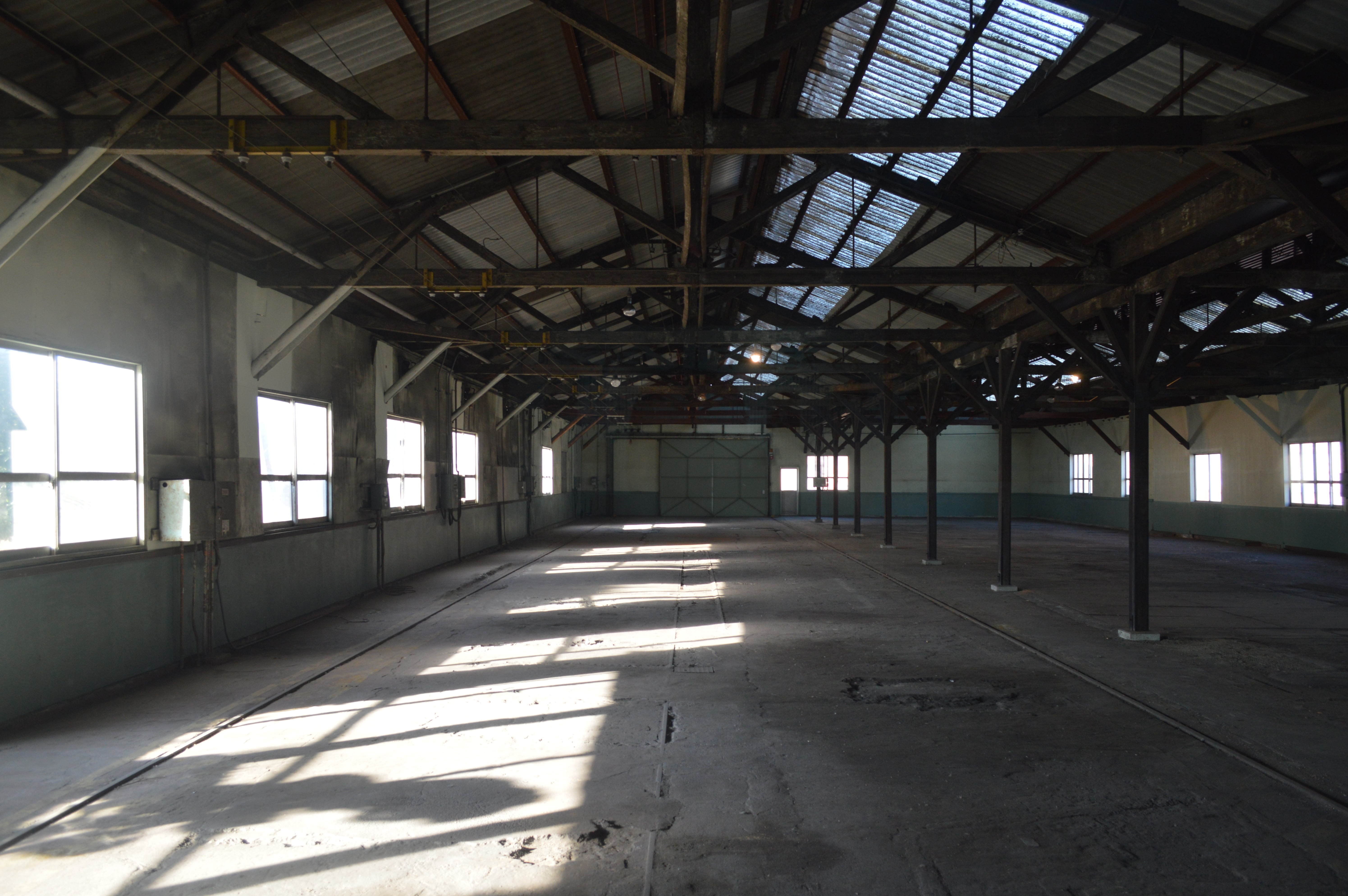
刈谷工場にあるトヨタ創業期試作工場

- 1934年（昭和9年） - 豊田自動織機製作所（現在の豊田自動織機）に製鋼部門が発足。
- 1940年（昭和15年）3月8日 - 製鋼部門が独立し、豊田製鋼株式会社を設立。
- 1943年（昭和18年）5月 - 知多工場操業開始。
- 1945年（昭和20年）11月 - 愛知製鋼株式会社に社名変更。
- 1949年（昭和24年）5月 - 名古屋証券取引所に株式上場。
- 1958年（昭和33年） - ステンレスアングルを製品化。
- 1959年（昭和34年）9月 - 大阪証券取引所に株式上場。
- 1961年（昭和36年）9月6日 - 東京証券取引所に株式上場。
- 1964年（昭和39年） - 鍛造工場操業開始。
- 1978年（昭和53年） - 6,000トン鍛造プレス稼働開始。
- 1980年（昭和55年） - PM優秀事業所を受章。非調質鋼を開発し、クランクシャフトの軽量化に貢献。
- 1982年（昭和57年） - 第2製鋼工場稼働開始。新製鋼システムである、80tEF、LF-RH、BL-CC設備の操業開始。
- 1985年（昭和60年） - 高品質軸受鋼を開発。
- 1987年（昭和62年） - デミング賞受賞。
- 1988年（昭和63年） - チタン形鋼商品化、三元快削鋼開発。
- 1989年（平成元年）7月 - 第2棒線工場操業開始。
- 1990年（平成2年） - 50t炉複合製鋼プロセス完成。
- 1991年（平成3年） - 石川賞受賞。
- 1992年（平成4年） - 歯科用磁性アタッチメント「マグフィット600」商品化。ホットソーマ（高速鍛造）ライン操業開始。
- 1993年（平成5年） - 迅速浸炭用鋼開発。
- 1994年（平成6年） - 冷間鍛造品生産開始。高強度高靭性ベイナイト鋼開発。
- 1995年（平成7年） - 高強度コンロッド開発。
- 1997年（平成9年） - ステンレス構造材商品化。
- 2000年（平成12年） - 高強度クランクシャフト開発。
- 2001年（平成13年） - 超高感度アモルファスMI（磁気インピーダンス）センサ開発。
- 2002年（平成14年） - Pb（鉛）フリー快削鋼「エコスカット鋼」開発。ステンレス鉄筋コンクリートバー「サスコン」商品化。
- 2003年（平成15年）
  - 「鉄力あぐり・あくあ」商品化[3]。
  - 3月 - 創業60周年記念事業として鍛造技術の館を開館[4]。
- 2004年（平成16年） - 新チタン合金「ASTA」開発。
- 2005年（平成17年） - 世界最小サイズのモーションコントロールセンサ「ジースクウェアモーションセンサ」商品化。
- 2010年（平成22年）5月 - 関工場の操業開始。
- 2015年（平成27年）9月30日 - ユニチカ株式会社から金属繊維事業を譲受[5]。
- 2016年（平成28年）1月8日 - 知多工場第2棒線工場で爆発事故発生[6]。
- 2018年（平成30年）
  - 5月10日 - 刈谷工場敷地内にある愛知製鋼刈谷工場旧試作工場が登録有形文化財に登録される[7]。
  - 7月18日 - 刈谷工場敷地内でトヨタ創業期試作工場が一般公開を開始する[8]。
- 2023年（令和5年）5月17日 - 長年にわたり顧客が要求する基準を満たさない製品を出荷していたことを発表。一部製品の出荷を取りやめた[9]。

## 主要製品
創業より特殊鋼、それを形成したクランクシャフト、歯車などの自動車用鍛造品を主要製品としており、トヨタ自動車を中心に国内外の自動車メーカーや建設機械メーカーなどに販売している。
また材料開発で培った技術を生かして電子部品や磁性材料の開発にも力を入れ、磁気センサやネオジム磁石を製品化している。
さらに鉄イオンを植物に安定供給する技術を開発し、一般消費者向けに「鉄力あぐり」、「鉄力あくあ」という土壌改良材を販売するなど、様々な新規事業に取り組んでいる。
| - 特殊鋼条鋼 - 機械構造用炭素鋼 - 機械構造用合金鋼 - 焼入性を保証した構造用鋼 - 高温用合金鋼ボルト材 - 非調質鋼 - ボロン鋼 - バネ鋼 - 高炭素クロム軸受鋼 | - ステンレス - チタン - 鍛造品 - エンジン部材 - ステアリング・シャーシー部材 - トランスミッション部材 - 駆動部材 - 熱間押出し品 - 熱冷複合鍛造品 | - 工具鋼 - 冷間工具鋼 - 熱間工具鋼 - 電磁品 - MIセンサ - マグファイン - 歯科用磁性アタッチメント - 電子材料・部品 - アモルファスワイヤ - 鉄力あぐり - 鉄力あくあ |

## 国内拠点
- 本社 - 愛知県東海市荒尾町
- 知多工場 - 愛知県東海市荒尾町
- 鍛造工場 - 愛知県東海市新宝町
- 東浦工場 - 愛知県知多郡東浦町大字藤江
- 刈谷工場 - 愛知県刈谷市豊田町
- 岐阜工場 - 岐阜県各務原市鵜沼大伊木町
- 関工場 - 岐阜県関市のぞみヶ丘（関テクノハイランド内）

## 国内のグループ企業
- アイコーサービス株式会社（東海市）
- 愛鋼株式会社（東海市）
- アイチ物流株式会社（東海市）
- アイチ・マイクロ・インテリジェント株式会社（東海市）
- 株式会社アスデックス（知多郡東浦町）
- アイチ情報システム株式会社（刈谷市）
- アイチセラテック株式会社（西尾市）
- アイチテクノメタルフカウミ株式会社（新潟県燕市）
- 近江鉱業株式会社（滋賀県米原市）

## 受賞
- 「磁気インピーダンス素子（MIセンサ）による電子コンパスおよびモーションセンサの開発」で、2012年（平成24年）に産学官連携功労者表彰文部科学大臣賞を受賞。
- 「商流を超えた物流集約による積載率向上」で、2021年度（令和3年度）グリーン物流パートナーシップ会議特別賞を子会社アイチ物流株式会社と共に受賞。

## 人材育成
優秀な社員を兵庫県尼崎市の産業技術短期大学（1962年に一般社団法人日本鉄鋼連盟が設立）に派遣して、人材育成を行っている。